# Harald Vilimsky
Harald Vilimsky (Bécs, 1966. július 22. –) osztrák politikus, az Osztrák Szabadságpárt (FPÖ) tagja és 2006 óta főtitkára. A 2014–2019-es ciklusban európai parlamenti képviselő, 2015-ig független, majd a Nemzet és Szabadság Európája képviselőcsoport tagja és alelnöke. Tagja az Állampolgári Jogi, Bel- és Igazságügyi Bizottságnak (LIBE), valamint az Az EU–Ukrajna Parlamenti Társulási Bizottságba delegált küldöttségnek (D-UA) és a Az Euronest Parlamenti Közgyűlésbe delegált küldöttségnek (DEPA).

## Pályafutása
2001 és 2005 között Bécs Mariahilf kerületének képviselő-testületi tagja volt.
2005 óta az Osztrák Szabadságpárt (FPÖ) bécsi tartományi elnökségének, valamint országos tanácsának és elnökségének tagja. 2006 óta a párt főtitkára.
2005-től 2006-ig függetlenként a Szövetségi Tanács, 2006-tól 2014-ig pedig a Nemzeti Tanács képviselője volt az FPÖ frakciójában.